# Chodda sordidula
Chodda sordidula är en fjärilsart som beskrevs av Walker 1864. Chodda sordidula ingår i släktet Chodda och familjen nattflyn. Inga underarter finns listade i Catalogue of Life.